# Hedeoma dentata
Hedeoma dentata là một loài thực vật có hoa trong họ Hoa môi. Loài này được Torr. mô tả khoa học đầu tiên năm 1858.